# Claude Picasso
Claude Ruiz Picasso (* 15. Mai 1947 in Boulogne-Billancourt bei Paris; † 24. August 2023 in Genf) war ein französisch-spanischer Fotograf, Filmemacher, Grafiker und Nachlassverwalter für die Familienangehörigen seines Vaters Pablo Picasso.

## Leben
Claude Picasso entstammte der außerehelichen Beziehung von Pablo Picasso und Françoise Gilot. Seine Schwester ist die 1949 geborene Paloma Picasso. Als Claude sechs Jahre alt war, trennte seine Mutter sich im September 1953 von Picasso. 1955 heiratete sie den Maler Luc Simon, von dem sie sich 1962 wieder scheiden ließ. Nachdem Gilot 1964 die Autobiografie Vivre avec Picasso (Leben mit Picasso) veröffentlicht hatte, brach Picasso den Kontakt zu Gilot, Claude und Paloma ab. Ende der 1960er Jahre erreichte Gilot für ihre Kinder die juristische Anerkennung des Nachnamens Ruiz Picasso.
Von 1967 bis 1974 lebte und arbeitete Claude Picasso in New York. Er studierte Film am Actors Studio und war Assistent des Fotografen Richard Avedon. Ferner arbeitete er als Fotojournalist, unter anderem für die Zeitschriften Vogue, Time Life und Saturday Review. 1969 lernte er Jonas Salk kennen, den Erfinder des Impfstoffs gegen Kinderlähmung, den seine Mutter Françoise Gilot 1970 heiratete.
Am 8. April 1973 starb Pablo Picasso in seinem Haus in Mougins. Er hinterließ kein Testament. Seine Witwe, Picassos zweite Ehefrau Jacqueline Roque, verhinderte die Teilnahme von Claude und Paloma sowie anderer Familienmitglieder am Begräbnis. Claude Picasso wurde zwei Jahre nach Picassos Tod gerichtlich als Nachlassverwalter für die Familie eingesetzt. 1995 gründete er in New York die Picasso Administration für die Authentifizierung von Picasso zugeschriebenen Werken sowie für die Vergabe von Veröffentlichungsrechten, die inzwischen ihren Sitz in Paris hat. 2012 wurde eigens für die Authentifizierung die Picasso Authentification unter seiner Leitung gegründet. Auf deren Website wurden nur vier der fünf überlebenden Erben genannt; es fehlte die älteste Tochter Maya Widmaier-Picasso (1935–2022) aus der Verbindung des Künstlers mit Marie-Thérèse Walter, die jahrelang ebenfalls Authentifizierungen vorgenommen hatte und deren Mitarbeit nicht erwünscht war. Kunsthändler mussten vorher Expertisen sowohl von Claude Picasso als auch von Maya Widmaier-Picasso einholen.
Im Jahr 1999 lizenzierte Claude Picasso Picassos Signatur und den geschützten Namen Picasso an Citroën für das Automobil Citroën Xsara Picasso. Dagegen protestierten der mit seinem Vater befreundete Fotograf Henri Cartier-Bresson und Teile der Familie, da Pablo Picasso Kommunist war und die Kommerzialisierung seines Namens sein Andenken schädige.
Der frühere Elektriker Picassos, Pierre Le Guennec, und seine Ehefrau wollten 2010 die Echtheit eines umfangreichen Konvoluts von Werken Picassos durch Claude Picasso beglaubigen lassen. Die zwischen 1900 und 1932 entstandenen 271 Gemälde, Aquarelle und Zeichnungen des Künstlers im Schätzwert von rund 100 Millionen Euro hatten angeblich 40 Jahre lang in der Garage des Ehepaars gelegen. Das Ehepaar Guennec behauptete, die Werke von Picasso persönlich als Lohn für Handwerksarbeiten erhalten zu haben. Daraufhin erstatteten die Anwälte der Familie Anzeige wegen Hehlerei und forderten, die Werke Claude Picasso als Nachlassverwalter der Familie zu übergeben. Das Verfahren um den „Picasso-Fund“ erregte internationales Aufsehen und endete im März 2015 in Grasse mit einer Verurteilung des Ehepaars zu zwei Jahren Haft auf Bewährung wegen Hehlerei. Die Guennecs gingen in Berufung, diese wurde im Dezember 2016 jedoch abgewiesen.
In den Medien wurde Claude Picasso im Mai 2014 als Kritiker der lange verschobenen Wiedereröffnung des Pariser Musée Picasso genannt, in dem er Verwaltungsrat war. Die Sammlung des 1985 eröffneten Museums besteht aus Werken, die nach dem Tod des Künstlers von den Erben statt Erbschaftssteuerzahlungen übereignet worden waren. Der bisherigen Direktorin Anne Baldassari war gegen seinen Widerstand gekündigt worden. Die Wiedereröffnung fand am 25. Oktober 2014 statt.
Claude Picasso starb im August 2023 im Alter von 76 Jahren, nur etwas über zwei Monate nach dem Tod seiner Mutter. Im Juni hatte er die Nachlassverwaltung an seine Schwester Paloma übergeben.

## Ehen
Im Jahr 1968 traf er Sara Lavner (Schultz), eine junge Frau aus Brooklyn. Sara und Claude heirateten 1969 und ließen sich 1972 scheiden. 1979 heiratete er Sydney Vandecar Russel, 1981 wurde der gemeinsame Sohn geboren. Die Scheidung erfolgte im Jahr 2000.

## Auszeichnungen
Claude Picasso wurde 2011 mit dem französischen Verdienstorden Légion d’honneur für seine Arbeit als Fotograf, Filmemacher und als Verwalter des künstlerischen Erbes seines Vaters Pablo Picasso ausgezeichnet.

## Filmografie
- Richard Serra: Work Comes Out of Work: Video der Arkadin Production 1992, 52 Min., Buch und Regie Claude Picasso und Thierry Spitzer
- Pablo Picasso und die Frauen, der Meister des Spiels, ein Film des Institut français von Jacqueline Kaess-Farquet 1997, 45 Min. Claude und seine Frau Sydney Picasso, eine Schriftstellerin, sind unter anderem als Zeitzeugen zu sehen. Der Film wurde 1997 mit einem Preis beim New York Festival ausgezeichnet.
- In dem französischen dokumentarischen Fernsehfilm Matisse–Picasso aus dem Jahr 2002 stellte er sich wie sein Vater, seine Mutter, Matisse sowie Pierre Daix selbst dar.[17]
- Looking for Picasso, Dokumentarfilm von Arte, Frankreich 2013, deutsche Ausstrahlung am 26. Oktober 2014